# Райполе (Межевский район)
Ра́йполе (укр. Райполе) — село в Райпольском сельском совете Межевского района Днепропетровской области Украины.
Код КОАТУУ — 1222687701. Население по переписи 2001 года составляло 806 человек.
Является административным центром Райпольского сельского совета, в который, кроме того, входят сёла
Беляковка,
Колона-Межевая,
Марьевка,
Новоалександровка,
Новоподгородное и
Сухарева Балка.

## Географическое положение
Село находится в 0,5 км от села Сухарева Балка, 1,5 км от села Колона-Межевая и в 6-и км от пгт Межевая. По селу протекает пересыхающий ручей с запрудой. Рядом проходит автомобильная дорога Т-0406 и железная дорога, станция Платформа 364 км в 1,5 км.

## История
- Село основано в 1906 году.

## Экономика
- «Росток», ООО.
- «Райполе», ООО.
- Сельхозпредприятие «им. Кошевого».

## Объекты социальной сферы
- Школа I—II ст.
- Детский сад.
- Дом культуры.
- Фельдшерско-акушерский пункт.

## Достопримечательности
- Братская могила советских воинов.